# Stefan Greguła
Stefan Greguła (ur. 1 grudnia 1929 w Kazimierzowie koło Kielc, zm. 28 maja 1999 w Tychach) – polski polityk, poseł na Sejm PRL IX kadencji.

## Życiorys
Uzyskał podstawowe wykształcenie. Od 1953 pracował w Zakładach Tworzyw Sztucznych „Pronit” w Pionkach. Do Polskiej Zjednoczonej Partii Robotniczej wstąpił w 1954. Był I sekretarzem Komitetu Zakładowego, członkiem egzekutywy Podstawowej Organizacji Partyjnej i I sekretarzem Oddziałowej Organizacji Partyjnej. W latach 1975–1980 był członkiem Centralnej Komisji Rewizyjnej oraz Komitetu Wojewódzkiego PZPR w Radomiu. Członek Patriotycznego Ruchu Odrodzenia Narodowego. Od 1985 do 1989 pełnił mandat posła na Sejm PRL IX kadencji w okręgu Radom z ramienia PZPR, zasiadając w Komisji Przemysłu.
Związany z Pionkami. Pochowany na cmentarzu parafialnym w Jedlni.

## Odznaczenia
- Krzyż Kawalerski Orderu Odrodzenia Polski
- Srebrny Krzyż Zasługi
- Medal 30-lecia Polski Ludowej
- Medal 40-lecia Polski Ludowej
- Medal „Za zasługi dla województwa radomskiego”